# Dilok, Hust
Dilok (în ucraineană Ділок) este un sat în comuna Horinciovo din raionul Hust, regiunea Transcarpatia, Ucraina.

## Demografie
Componența lingvistică a localității Dilok
     Ucraineană (99,34%)
     Alte limbi (0,66%)
Conform recensământului din 2001, majoritatea populației localității Dilok era vorbitoare de ucraineană (99,34%), existând în minoritate și vorbitori de alte limbi.